# Edward Seymour
Sir Edward Seymour, 4. baronet z Berry Pomeroy (Sir Edward Seymour, 4th Baronet Seymour of Berry Pomeroy) (1633 – 17. února 1708) byl anglický politik. Uplatnil se v době obnovení monarchie po anglické revoluci, čtyřicet let byl poslancem a zastával řadu funkcí ve státní správě i u dvora. V letech 1673–1678 a 1678–1679 byl předsedou Dolní sněmovny.

## Životopis

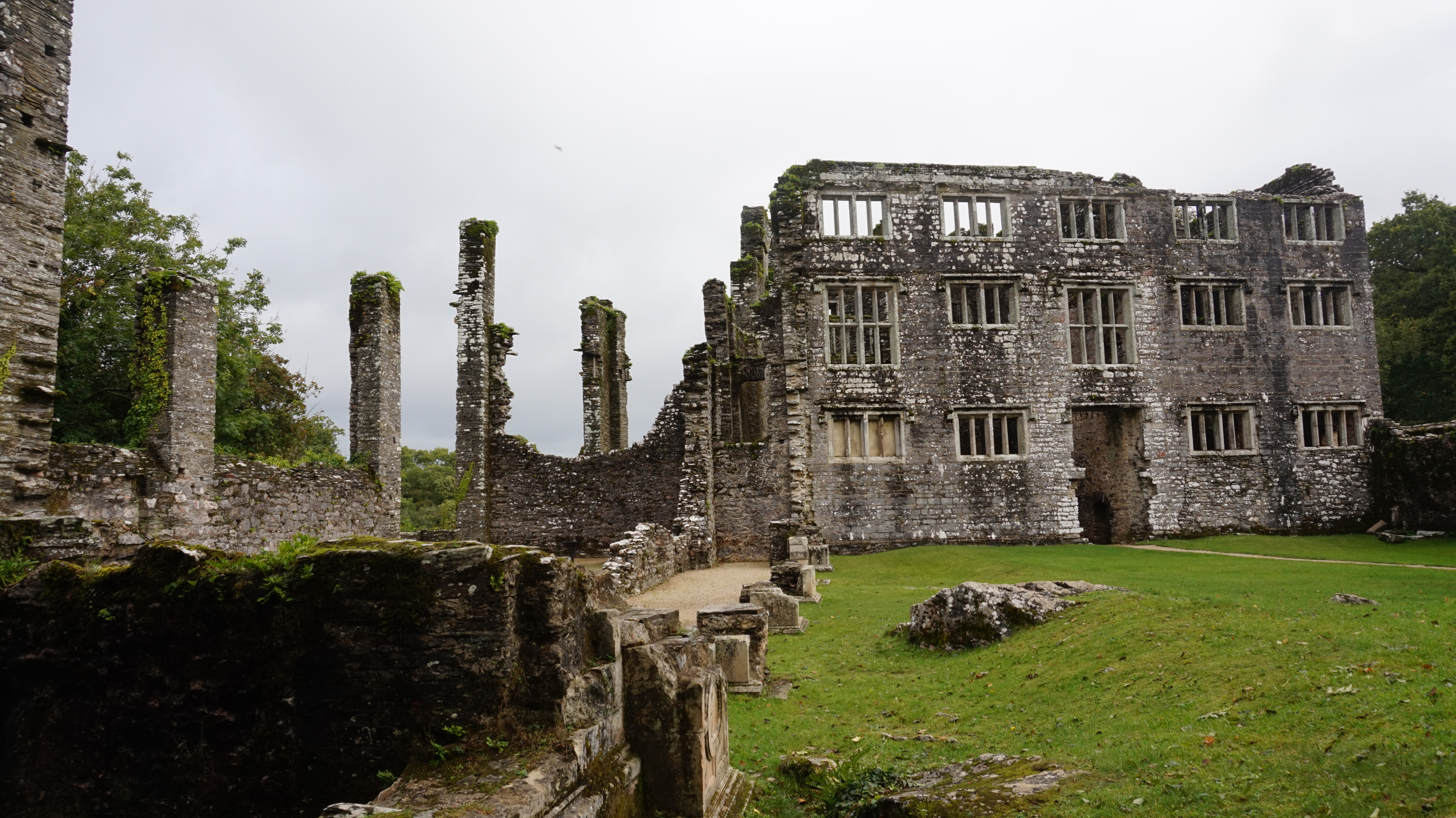
Hrad Berry Pomeroy Castle (Devon)

Pocházel ze starého šlechtického rodu Seymourů, patřil k mladší linii vévodů ze Somersetu, která od roku 1611 užívala titul baroneta odvozený od rodového sídla Berry Pomeroy Castle (hrabství Devon). Narodil se jako starší syn Sira Edwarda Seymoura (1610–1688), dlouholetého poslance Dolní sněmovny. Rodina vystupovala za občanské války na straně Karla I., Edward spolu s otcem a dalšími příbuznými podpořil v roce 1660 restauraci Stuartovců. Téměř čtyřicet let byl pak poslancem Dolní sněmovny (1661–1679, 1685–1687 a 1689–1708), ve volbách uspěl celkem jedenáctkrát a nejdéle zastupoval poslanecký mandát za město Exeter. Jeho úspěch v politice byl založen na vynikajicí paměti a výborné znalosti povah. Od roku 1660 zároveň zastával nižší hodnosti u dvora a také ve správě několika hrabství, byl například smírčím soudcem a zástupcem místodržitele v Devonu a Wiltshire. Později se uplatnil také ve státní správě, v letech 1672–1673 byl mimořádným komisařem pro námořnictvo a v letech 1673–1681 zastával funkci prezidenta úřadu námořního pokladu (Navy Treasurer). V roce 1673 byl jmenován členem Tajné rady a v letech 1675–1679 byl členem výboru Tajné rady pro obchod a kolonie. V letech 1673–1678 byl zároveň předsedou Dolní sněmovny, znovu tuto funkci zastával krátce od května 1678 do ledna 1679, musel odstoupit kvůli antipatiím předních osobností dvora. V době krizového jednání o vyloučení vévody z Yorku z nástupnictví trůnu a rozpuštění parlamentu (1681) měl Edward Seymour ambice převzít post prvního ministra, což Karel II. odmítl.

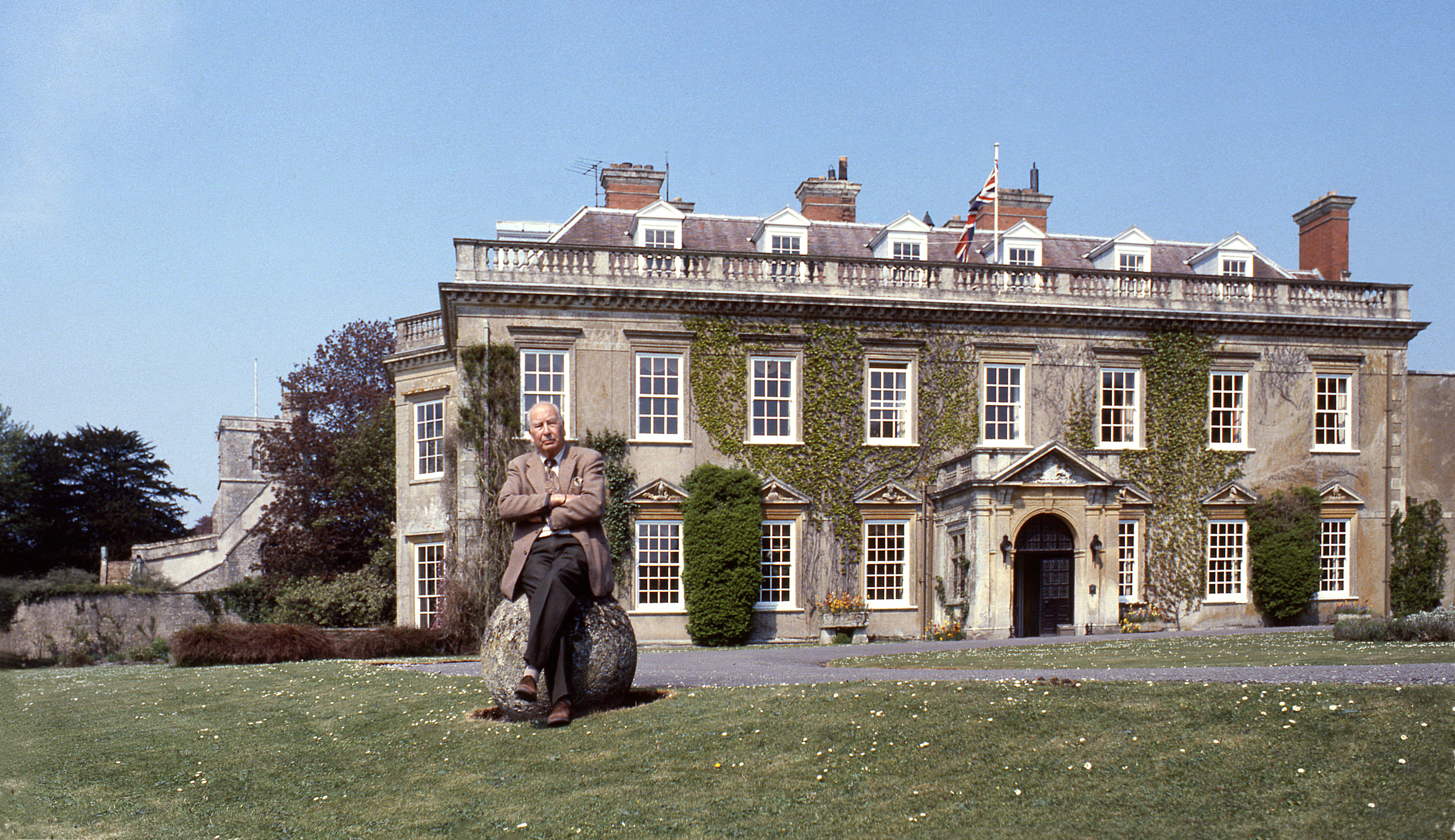
Zámek Bradley House (Wiltshire)

I když patřil k toryům, v roce 1688 jako první ze své strany podpořil Slavnou revoluci a nástup Viléma Oranžského. V prosinci 1688 zdědil po otci titul baroneta a rozsáhlé statky v hrabstvích Devon a Wiltshire. Upustil od bydlení na starobylém hradě Berry Pomeroy Castle a přesídlil na zámek Bradley House (Wiltshire), který nechal nákladně přestavět (rekonstrukce byla dokončena až v roce 1710). V roce 1688 byl krátce guvernérem v Exeteru a v letech 1690–1696 jedním z lordů pokladu. Nakonec za vlády královny Anny zastával úřad finančního inspektora královského dvora (Comptroller of the Household, 1702–1704).

## Rodina
Ze dvou manželství (Margaret Wale, Letitia Popham) měl osm synů a jednu dceru. Nejstarší syn Sir Edward Seymour, 5. baronet (1663–1740), byl dlouholetým poslancem Dolní sněmovny (v další generaci vnuk Edward zdědil po starší linii titul vévody ze Somersetu). Další syn William Seymour (1665–1728) byl též poslancem, především ale sloužil v armádě a za války o španělské dědictví dosáhl hodnosti generálporučíka. Syn Popham Seymour (1675–1699) z druhého manželství byl po matce dědicem statků v Irsku a v anglickém hrabství Warwickshire. Zahynul v souboji bez potomstva a jeho majetek zdědil další bratr Francis Seymour (1679–1731), který byl též poslancem a na základě dědictví přijal příjmení Seymour-Conway (z jeho potomstva pochází linie pozdějších markýzů z Hertfordu).
Edwardův mladší bratr Henry Seymour (1637–1728) původně sloužil v armádě a dosáhl hodnosti podplukovníka, později byl též poslancem Dolní sněmovny a po spřízněné rodině Portmanů zdědil statky v Somersetu a Dorsetu.